# Eduardo Souto Neto
Eduardo Souto Neto (Rio de Janeiro, 20 de fevereiro de 1951) é um maestro, compositor, arranjador e instrumentista brasileiro.
Eduardo é talvez o mais popular e reconhecido compositor de música incidental no Brasil. Isso se deve graças ao sucesso e prestígio de trilhas e temas compostos por ele para a televisão, publicidade e outras mídias.
Dentre tantas criações na composição, destaca-se o Tema da Vitória, composto para a comemoração de corridas automobilísticas de Fórmula 1. Esse tema instrumental tornou-se célebre ao longo de várias décadas de transmissão de corridas pela TV, com destaque para as carreiras vitoriosas de diversos pilotos brasileiros.
Sua obra como arranjador e instrumentista é igualmente rica e variada, pois com esse trabalho ajudou diversos outros músicos, intérpretes, compositores e cantores do País.
Vencedor de premiações importantes, é consagrado pelo público e idolatrado por legiões de fãs, fato raro para um maestro. Sejam amigos ou admiradores anônimos, seus seguidores identificam com naturalidade suas composições mais emblemáticas.
O ecletismo de sua educação e formação musical lhe permitiu, ao longo da carreira, criar arranjos e orquestrações em estilos musicais variados como bossa nova, boleros, pop, samba, rock, jazz, MPB, música clássica e muitos outros. Essa visão ampla serve de inspiração para jovens arranjadores brasileiros.

## Início

### Genealogia
Eduardo é filho de Nelson Souto, pianista e compositor que teve músicas gravadas por Sílvio Caldas e Elizeth Cardoso, mas que não chegou a seguir o caminho musical. Seu avô Eduardo Souto, contemporâneo de ases da música popular brasileira como Pixinguinha e Ernesto Nazareth, foi um dos mais importantes compositores da música nacional na década de 20.

### Infância e anos de formação
Aos nove anos de idade, começou seus estudos de piano. Mais tarde, aprendeu com seu pai acordes de música popular. Dessa forma, começou a descobrir intuitivamente as harmonias das canções.
Estudou piano com a lendária pianista e professora de música Wilma Graça (1928-1988), como o fizeram muitos outros compositores da MPB como Chico Buarque, Edu Lobo, Milton Nascimento, Francis Hime, Ivan Lins e diversos mais.
Aprofundou-se em orquestração com o maestro Carlos Monteiro de Souza (1916-1975).

## Festivais
Teve intensa participação nos festivais de música das décadas de 60 e 70, com canções como "Quem Mandou" e "E Coisa E Tal" (em parceria com Sérgio Bittencourt). Ambas as composições foram finalistas nacionais no Festival Internacional da Canção (FIC) em 1969 e 1970, respectivamente.
Os então expoentes Taiguara, Evinha e Elizeth Cardoso foram alguns de seus primeiros contatos famosos na MPB através dos festivais.
O curioso é que alguns de seus amigos arranjadores como Eduardo Lages, Antonio Adolfo e Guto Graça Mello também foram finalistas no FIC nessa altura.
De sua obra após essa fase, diversas canções chegaram a ser interpretadas por artistas de ponta como Toquinho, Vinícius de Moraes, Miúcha, Tom Jobim, Wilson Simonal e Evinha, para citarmos alguns.
| “ | Comecei minha carreira aos 16 anos como compositor nos ‘Festivais da Canção’ e tive algumas músicas gravadas. Em alguns casos, o arranjador, com a melhor das intenções, mudava muito a característica original da música, o que me deixava bastante frustrado. Foi por isso que me tornei arranjador. | ” |

| “ | Há vários tipos de trabalhos de arranjo, seja para jingles, trilhas de teatro e cinema ou canções de um disco. Para qualquer um deles, o arranjador deve fazer o que a música pede. | ” |

— Eduardo Souto Neto

## Estúdio e palco
São dele arranjos clássicos de diversos discos de compositores e intérpretes da MPB, como Gal Costa, Ivan Lins, Leila Pinheiro, Djavan, Tavito, Paulinho da Viola, Gonzaguinha, Luiz Melodia, Amelinha e muitos mais — discos nos quais muitas vezes participa como pianista, tecladista e produtor musical.
O trabalho com arranjos ora se firmou contratual, ora de modo eventual, com gravadoras como Som Livre, BMG, CBS, EMI e Polygram.
Sua atividade musical não raro se expande para além dos estúdios, pois Eduardo eventualmente torna-se músico de palco, orquestrador e diretor de espetáculos com artistas tão diversos quanto Simone, Marisa Monte, Roupa Nova, Engenheiros do Hawaii ou Leoni.
Todas essas tarefas se somaram às funções de criação de temas musicais incidentais, seja como produtor associado (Zurana, entre 1975 e 1979) ou independente (Souto Produções, a partir de 1984) — cargos que ele já vinha exercendo com prestígio e relativo retorno financeiro. Cumpre-se notar uma coisa: o mercado publicitário tem sido o verdadeiro ganha-pão da imensa maioria dos arranjadores brasileiros.

## Fase atual
Eduardo elaborou diversas trilhas e vinhetas para a Rede Globo e a extinta Rede Manchete, das quais foi inclusive diretor musical. Foi diretor musical de programas televisivos como o Viva O Gordo, com Jô Soares.
A pedido da direção da Rede Globo, criou em 1981 o famoso "Tema da Vitória" e o gravou com a banda Roupa Nova, sendo esta composição a vinheta utilizada nas vitórias de pilotos brasileiros na Fórmula 1. Esse tema foi consagrado como sua composição mais popular nos tricampeonatos de Nélson Piquet e Ayrton Senna na Fórmula 1, mas também em outros eventos desportivos, como as conquistas das Copa do Mundo FIFA de 1994 e de 2002 pela Seleção Brasileira de Futebol.
É dele o igualmente renomado tema do festival de música Rock in Rio. O trabalho em trilhas específicas para teatro (como no musical "Corsário do Rei", de Augusto Boal) e cinema (como no filme "Dias Melhores Virão", de Cacá Diegues) é frequente na carreira do maestro carioca. Muitas de suas composições incidentais permanecem no ar por décadas, devido ao apelo nostálgico que inspiram no público.
Recebeu por três anos consecutivos o Prêmio Sharp na categoria Melhor Arranjador, pelos discos "Retrato" (1995), de Fagner, "Amores e Boleros" (1996), de Tânia Alves, e "Todo o Sentimento" (1997), de Agnaldo Rayol.
Eduardo é respeitado no meio musical por seu profundo conhecimento de música, por sua criatividade e versatilidade — características essenciais à formação de qualquer arranjador que trabalhe principalmente sob encomenda. Conta mais de quarenta anos dedicados à produção de jingles publicitários em âmbito local e nacional.

## Ligações Externas
- Eduardo Souto Neto no site Discos do Brasil
- Eduardo Souto Neto no Dicionário Cravo Albin da MPB[ligação inativa]